# Herbalife
Herbalife este o companie americană de marketing pe mai multe niveluri (MLM) înființată în 1980 și înregistrată în Insulele Cayman, un paradis fiscal. Compania operează în 95 de țări printr-o rețea de peste 9.900 de angajați și peste 4,5 milioane de distrubuitori și membri independenți care vând suplimentele alimentare.
Compania a fost acuzată că ar fi operat fraudulos o schemă piramidală. Unele produse vândute de companie au cauzat hepatită acută.
În anul 2007, compania a intrat și în Republica Populară Chineză, unde a obținut acces prin mită plătită unor oficiali chinezi, mascată prin falsificarea înscrisurilor oficiale, acțiune pentru care a acceptat în 2020 să plătească penalități în valoare de 122 de milioane de dolari.